# Chaetodon xanthocephalus
Chaetodon xanthocephalus, llamado comúnmente pez mariposa de cabeza amarilla, es una especie de pez mariposa del género Chaetodon. Habita en el oeste del Océano Índico, bordeando a África y sus países insulares como Madagascar. Sus hábitos son comunes: se alimenta de corales y vive en solitario o en manadas de 5 o más individuos.
- Datos: Q2612982
- Multimedia: Chaetodon xanthocephalus / Q2612982